# Ellsworth (condado de Pierce, Wisconsin)
Ellsworth es un pueblo ubicado en el condado de Pierce en el estado estadounidense de Wisconsin. En el Censo de 2010 tenía una población de 1.146 habitantes y una densidad poblacional de 13,78 personas por km².

## Geografía
Ellsworth se encuentra ubicado en las coordenadas 44°43′31″N 92°25′35″O / 44.72528, -92.42639. Según la Oficina del Censo de los Estados Unidos, Ellsworth tiene una superficie total de 83.16 km², de la cual 83.11 km² corresponden a tierra firme y (0.07%) 0.05 km² es agua.

## Demografía
Según el censo de 2010, había 1.146 personas residiendo en Ellsworth. La densidad de población era de 13,78 hab./km². De los 1.146 habitantes, Ellsworth estaba compuesto por el 98.25% blancos, el 0.26% eran afroamericanos, el 0.26% eran amerindios, el 0.09% eran asiáticos, el 0% eran isleños del Pacífico, el 0.35% eran de otras razas y el 0.79% pertenecían a dos o más razas. Del total de la población el 0.17% eran hispanos o latinos de cualquier raza.